# Trichomma intermedium
Trichomma intermedium är en stekelart som beskrevs av Krieger 1904. Trichomma intermedium ingår i släktet Trichomma och familjen brokparasitsteklar. Inga underarter finns listade i Catalogue of Life.